# Wild Style (film)
Wild Style, è un film del 1983 diretto da Charlie Ahearn, prodotto inizialmente dalla First Run Features e ristampato in seguito dalla Rhino Records.

## Trama
New York, anni ottanta. Un giovane writer newyorkese, Zoro (interpretato da Lee Quinones), che abitualmente dipinge la metropolitana, viene aiutato ad uscire dal ghetto da un generoso mecenate.

## Produzione
Il film, considerato come il classico dell'hip hop, contiene spezzoni di break dance, freestyle eseguito da mc locali, e un turntablism di uno dei padri dell'hip hop, il dj Grandmaster Flash
Il logo originale del film è stato disegnato da Tracy168, ed è stato copiato e adattato, per la copertina dell'lp, dai writer Zephyr, Revolt e Sharp.

## Impatto sulla cultura hip hop
Il film è stato considerato negli anni a seguire la sua uscita un film di culto. Numerosi album hip hop come Illmatic di Nas, Midnight Marauders degli A Tribe Called Quest, Black Sunday dei Cypress Hill, Resurrection di Common e Check Your Head dei Beastie Boys hanno utilizzato campioni provenienti dalla colonna sonora del film. Nel 2007 il canale televisivo statunitense VH1 ha premiato il film per la grande influenza che ha avuto sulla cultura hip hop.

## Colonna sonora
La colonna sonora è stata realizzata dai più quotati esponenti dell'Old school hip hop, tra cui Grand Wizard Theodore, Grandmaster Caz e Busy Bee. Le canzoni presenti nella colonna sonora non sono diventate hit di successo, ma sono state campionate da numerosi artisti, diventando veri e propri punti di riferimenti per l'underground statunitense. Tra gli autori della colonna sonora c'è anche Chris Stein, chitarrista del gruppo Blondie, e nel film sono inserite due canzoni di questo gruppo: Sunday Girl e Rapture.